# Znamię bartne

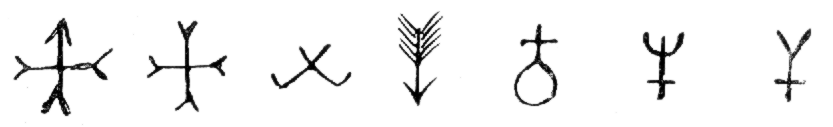
Znamiona bartne z XVIII w. (Encyklopedia staropolska)

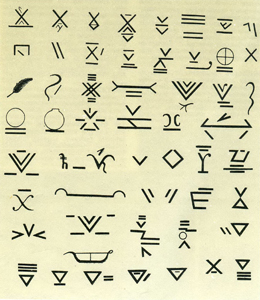
Znamiona używane na Białorusi

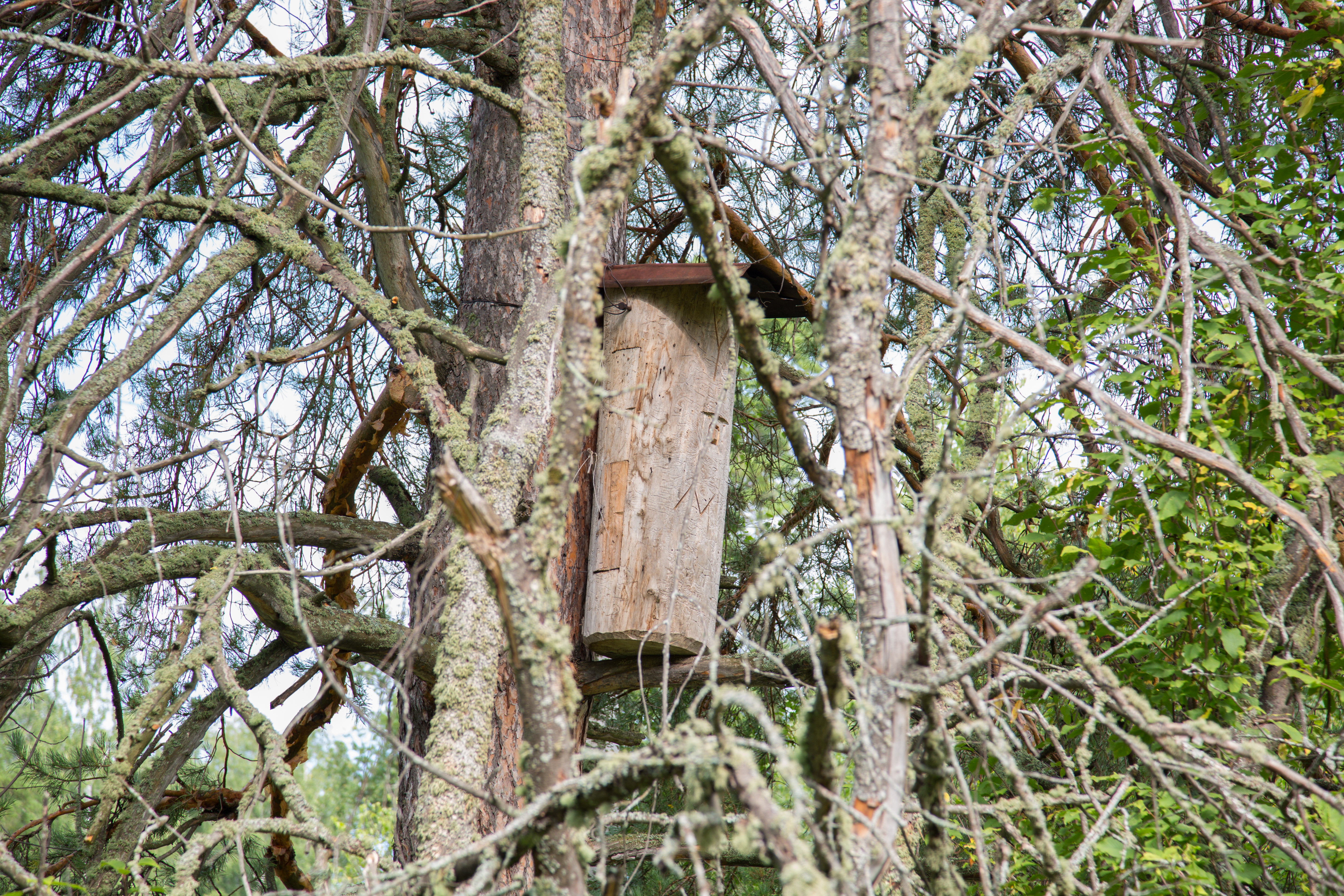
Kłoda bartna ze znakiem bartnym

Znamię bartne (znak, cios, klejmo, cech, herb) – znak używany przez bartnika do oznaczania własności barci.

## Historia
W przeszłości podstawową jednostką administracyjną w królewskich dobrach bartnych był tzw. bór bartny, na który składały się przede wszystkim drzewa bartne, ale też łąki nadrzeczne, polany śródleśne i budy bartne, zamieszkiwane przez bartników podczas prac przy pszczołach. Poszczególni bartnicy mogli gospodarować na fragmencie boru, na jednym borze lub na kilku borach. Każdy bór posiadał swój znak, charakterystyczny dla danego bartnika lub (w wyniku spadku) dla danej rodziny. Nie jest do końca jasne, na ile znamiona były znakami rodowymi, a na ile oznaczeniami terenu. Być może pierwotnie, zwłaszcza gdy bory pozostawały w rodzinach przez pokolenia i rzadko następowały zmiany, znaki bartne mogły być jednocześnie znakami rodowymi. Według Józefa Rafacza na Mazowszu w późnym średniowieczu wraz ze zmianą właściciela boru usuwano stare znaki i umieszczano znaki nowego nabywcy. Jednak w XVI–XVII wieku znamiona oznaczały raczej gospodarstwa bartne (bory, półborki, barcie), a nie gospodarujących nimi ludzi. Znamię pozostawało przypisane do boru i przy zmianie gospodarującego nim bartnika przechodziło do niego.
Najdawniejsze wzmianki o znakach bartnych pochodzą ze średniowiecza. W źródle pomorskim z XIII w. zawarta jest informacja, że granica pewnych dóbr wiodła do oznakowanej sosny, na której znajdowała się stara barć. Nie jest jednak pewne, czy było to znamię bartne, czy znak graniczny przypadkowo umieszczony na drzewie z barcią. Inna wzmianka pochodzi z dokumentów biskupstwa płockiego z 1339 roku, w którym pada stwierdzenie, że biskup otrzymywał miód w oznakowanych beczkach. Kolejna średniowieczna wzmianka pochodzi z dokumentu lokacyjnego wsi Gutanów, gdzie zaznaczono, że sołtys może wyrobić tyle barci pod swoim znakiem, ile będzie w stanie. U schyłku średniowiecza wzmianki o znamionach bartnych stały się liczniejsze.
Znamiona powstawały aż do XIX w., kiedy to bartnictwo zaczęło ustępować współczesnemu pszczelarstwu. W Królestwie Kongresowym bartnictwo zostało formalnie zlikwidowane ukazami z lat 1835 i 1837. W związku z tym znamiona nie były odnawiane i znikały wraz z wycinaniem drzew nimi oznaczonych. Reliktowe znaki zostały też zniszczone podczas masowego wyrębu drzewa przez armię niemiecką w czasie I wojny światowej. Współcześnie w Polsce bartnictwo odradza się na niewielką skalę, a w tym także tradycja umieszczania oznaczeń na barciach.

## Forma
Znak bartny umieszczany był na drzewie zwykle z tej strony pnia, z której znajdowała się barć (wyjątkowo na drzewie mogły znaleźć się dwa znaki, gdy np. barć dano w zastaw innemu bartnikowi). Znamię wycinane było siekierą lub nożem na korze, czyli dość miękkim, łatwo poddającym się obróbce podłożu, co dawało pewną swobodę i ułatwiało stosowanie linii falistych. Znak składał się zwykle z kilku lub kilkunastu nacięć. Najczęściej złożony był z kombinacji kresek, rzadziej wykorzystywano linie faliste, koła, cyfry rzymskie, krzyże, elementy symboliki chrześcijańskiej. Znaki stawiano nie tylko na drzewach z istniejącymi barciami, ale także na drzewach potencjalnie nadających się na założenie barci, co chroniło je przed wyrębem. Często jednak w tak oznaczonych drzewach nie zakładano ostatecznie barci, mogło być ich nawet wielokrotnie więcej niż drzew z faktycznymi barciami. Znamię mogło być też umieszczane na przedmiotach należących do bartnika, np. na budach, narzędziach, strawie. Znaki bartne, wykonywane na kamieniach, mogły wyznaczać granice borów. W związku z przyrastaniem kory i tym samym zarastaniem znamion bartnych były one co jakiś czas komisyjnie odnawiane.
Wygląd poszczególnych znamion mógł zmieniać się w czasie od form prostszych do bardziej złożonych. Ewolucja, zachodząca zwykle przy dzieleniu barci lub tworzeniu nowych, mogła odbywać się na dwa zasadnicze sposoby: komplikowanie znaków istniejących lub tworzenie zupełnie nowych znaków, złożonych z prostszych elementów jak kreski czy koła. Początkowo przy sprzedaży lub zamianie barci znaki na drzewach raczej usuwano i wyciosywano nowe, w późniejszym czasie modyfikowano istniejące na drzewach oznaczenia poprzez dodawanie kolejnych elementów do znaków. W sytuacji, gdy bartnik wszedł w posiadanie barci o różnych znakach, zdarzało się, że tworzył znamię poprzez połączenie wcześniejszych oddzielnych znaków.

## Prawo
Przepisy dotyczące znamion znane są m.in. ze zbiorów Prawo bartne, bartnikom należące Krzysztofa Niszczyckiego (1559) i Porządek prawa bartnego Stanisława Skrodzkiego (1618). Poszczególne znaki umieszczane były w księgach sądowych. Zmodyfikowane lub nowo utworzone znaki zgłaszano do akt bartnych i stawały się one prawomocne po zatwierdzeniu przez urząd bartny. 
Zabranie miodu z oznakowanej barci lub zniszczenie znaku bartnego było przestępstwem karanym przez sąd bartny. W przypadku nałożenia znaków sąd wyznaczał zaufanych bartników, którzy mieli na miejscu zbadać sprawę i określić, który znak na drzewie jest starszy. Gdy któraś ze stron nie zgadzała się z wyrokiem, znamię miało być wycięte i dostarczone starszym bartnikom, by na podstawie słojów mogli orzec, które znamię jest starsze i do którego boru należy.

## Analogie
Znamiona bartne pełniły funkcje analogiczne do mieszczańskich gmerków, znaków rybackich znad Bałtyku czy innych oznaczeń własności. Wśród znamion bartnych można odnaleźć formy podobne do run, herbów kreskowych czy tamg. Jednak zdaniem Ludwika Krzywickiego, Bolesława Namysłowskiego i Józefa Burszty znamiona nie pochodzą od wymienionych znaków, a podobieństwo do nich wynika jedynie z jednakowych sposobów postępowania ludzi w zbliżonych warunkach – znamiona składają się z prostych, łatwych do wykonania kształtów.